# Cultura basata sul genere e sull'identità sessuale

Bandiera della comunità ursina, uno tra i simboli delle culture basate sul genere e sull'identità sessuale

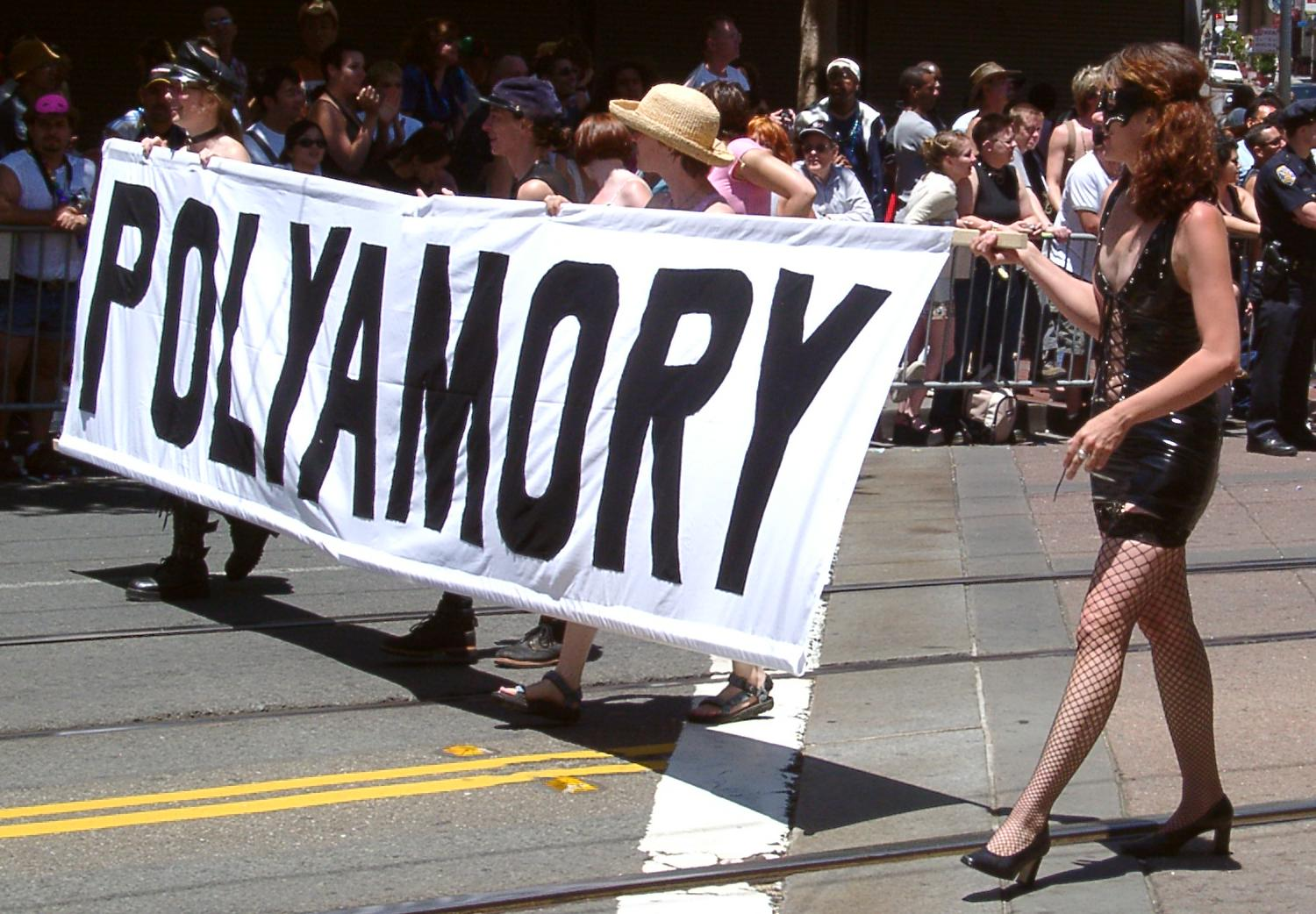
Rappresentanti della comunità poliamorosa a San Francisco.

La cultura basata sul genere e sull'identità sessuale è una subcultura e comunità composta da persone che dividono esperienze (attuali e/o pregresse) o interessi in virtù di una comune identità sessuale o di genere. Tra i primi a discutere riguardo alla possibilità che membri di minoranze sessuali possano costituire minoranze culturali ci furono Adolf Brand, Magnus Hirschfeld e Leontine Sagan in Germania, i quali vennero poi seguiti negli Stati Uniti dalla Mattachine Society e dai Daughters of Bilitis.
Non tutte le persone con varie preferenze sessuali e di genere si identificano o affiliano con una subcultura; tale decisione può essere data da motivi di distanza geografica, ignoranza della sua esistenza, paura dello stigma sociale, o mera preferenza personale di restare non identificato.

## Cultura LGBT

La bandiera arcobaleno, il simbolo principale della comunità LGBT

La cultura LGBT, altresì chiamata cultura queer, comprende lesbiche, gay, bisessuali, transgender, e queer. A volte ci si riferisce ad essa come "cultura gay", ma tale termine può generare ambiguità dal momento che esso può anche essere specifico per la cultura gay maschile.
La cultura LGBT varia ampiamente in base alla geografia e all'identità dei partecipanti, elementi spesso identificati come comuni nella cultura di gay, lesbiche, bisessuali e transessuali includono:
- Il lavoro di famosi gay, lesbiche, bisessuali e transgender. Questo può includere:
  - Artisti attuali LGBT e personalità politiche.
  - Figure storiche che sono state identificate come LGBT. Si è spesso discusso se sia appropriato identificare le personalità storiche usando termini moderni sull'identità sessuale. Ad ogni modo, molti LGBT sentono un'affinità nei confronti di queste persone e delle loro opere, specialmente per quello che riguarda l'attrazione verso lo stesso sesso o l'identità di genere.
- La comprensione della storia del movimento di liberazione omosessuale.
- Un ironico apprezzamento delle cose collegate agli stereotipi sulle persone LGBT.
- Personalità ed identità presenti nelle comunità e cultura LGBT; questo può includere gay village, drag king e drag queen, gay pride e la bandiera arcobaleno.

In alcune città, specialmente nel Nordamerica, gay e lesbiche tendono a vivere in quartieri denominati gay village.
Le comunità LGBT organizzano eventi appositi per celebrare la loro cultura, come il gay pride, i Gay Games e la Southern Decadence.
C'è qualche dibattito nella comunità LGBT riguardo alla reale esistenza della cultura LGBT e alla sua utilità.

## Poliamore
La comunità poliamorosa è un'altra minoranza sessuale con una cultura associata.

## Culture basate sul fetish

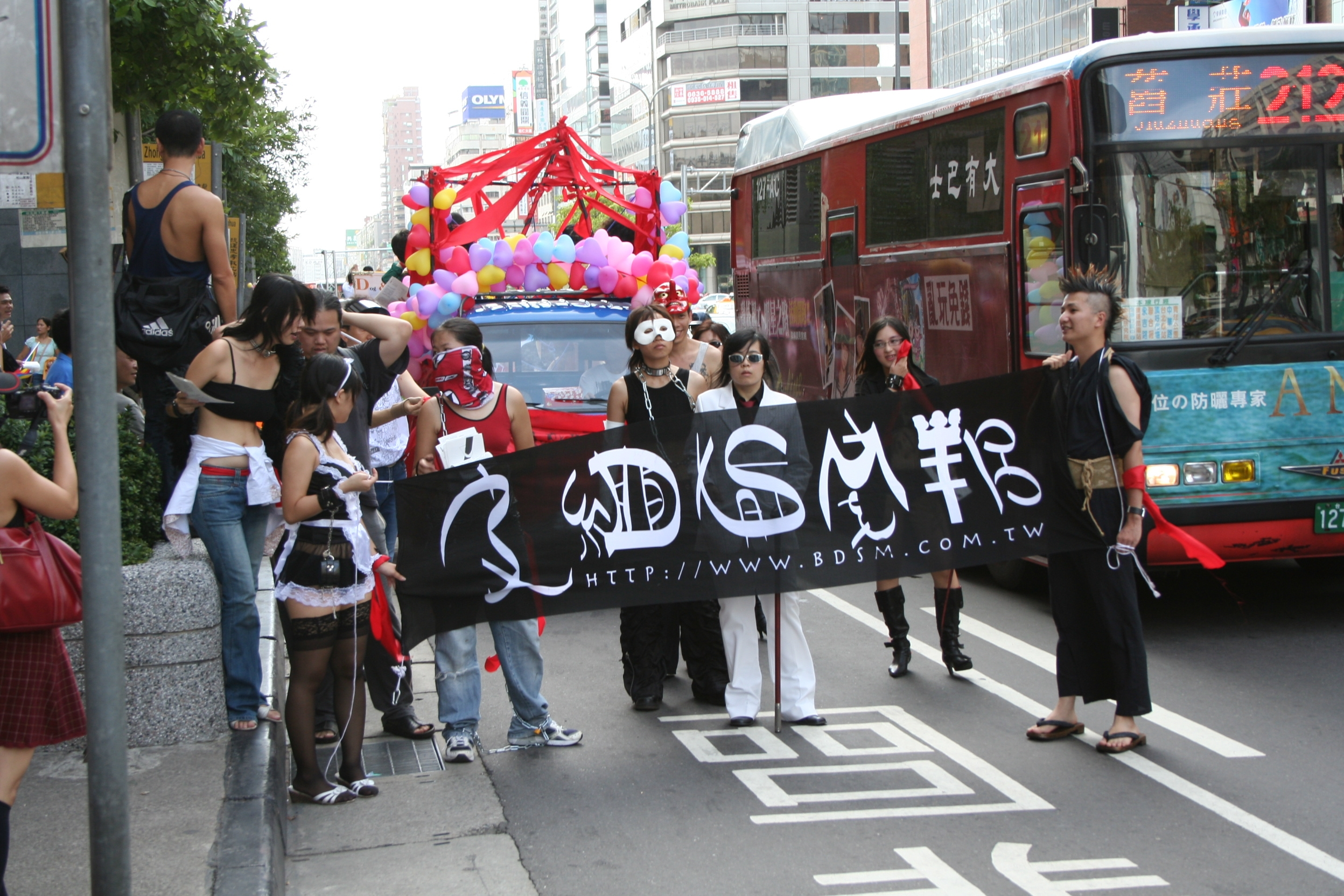
Attivisti BDSM a Taiwan

La sottocultura fetish è una subcultura che comprende persone con una vasta gamma di feticismi e altre parafilie, che tendono ad essere più tolleranti verso gli altri feticisti rispetto alla comunità generale. Questa sottocultura viene a volte chiamata scena fetish o comunità fetish.
Le più comuni parafilie nella sottocultura fetish sono il BDSM, il feticismo del cuoio o del lattice; da menzionare il fatto che la comunità fetish tende generalmente ad accettare maggiormente l'omosessualità, la bisessualità, forme di non-monogamia e il crossdressing rispetto alla società generale.

## Influenza sulla cultura tradizionale
Le culture delle minoranze sessuali influenzano frequentemente e consistentemente culture più ampie, come quella eterosessuale. Il sociologo Joshua Gamson sostiene che il genere tabloid talk show, reso celebre da Oprah Winfrey negli anni ottanta diede un'alta visibilità alle minoranze sessuali.

Madonna è una tra i tanti artisti che hanno attinto dalle culture delle minoranze sessuali, per esempio facendo uso del vogueing. Un altro esempio è la serie televisiva I fantastici cinque che ha per protagonisti cinque ragazzi gay che hanno il compito di trasformare e migliorare il look di un ragazzo eterosessuale che chiede il loro aiuto in occasione di un evento importante.